# Infiniti QX60
La Infiniti QX60 (nome in codice L50), chiamata precedentemente Infiniti JX fino al 2013, è un crossover SUV costruito dalla casa automobilistica giapponese Infiniti dal 2012. 
Nel 2021 ne è stata presentata la seconda generazione.

## Prima generazione (2012-2022)

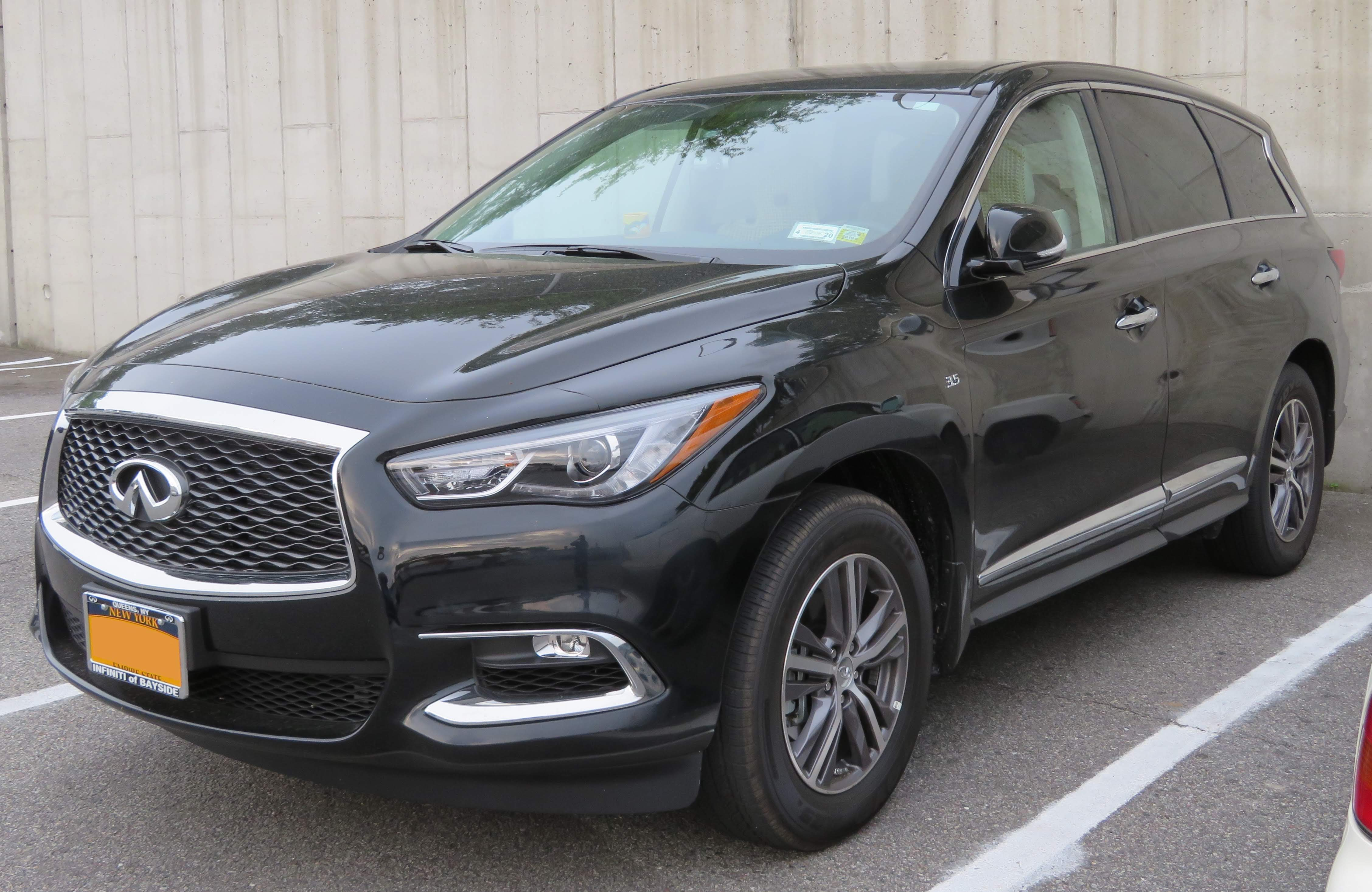
Infiniti QX60 restyling del 2016

La vettura che ospita sette passeggeri, è stata realizzata sulla piattaforma allungata della Nissan Murano.
Seguendo il nuovo schema di denominazione dei modelli della Infiniti in cui le berline iniziano con Q e le SUV iniziano con QX, nel 2014 la JX è stata ribattezzata "QX60". Mentre il numero in precedenza indicava la cilindrata del motore (ad esempio 35 indicava un motore da 3,5 litri), il nuovo numero "60" identifica il posizionamento del modello all'interno della gamma dei veicolo del costruttore nipponico.
La QX60 è stato annunciato nell'aprile 2012 negli Stati Uniti. La concept car ha debuttato al Concours d'Elegance di Pebble Beach del 2011, mentre il modello definitivo è stato presentato al salone di Los Angeles Auto del 2011. La QX60 è stata il primo crossover ad essere dotato di tre file di sedili prodotto dalla Infiniti. Nel 2016 la vettura ha subito un restyling.

### Motorizzazioni
La QX60 è dotata del motore V6 da 3,5 litri che produce una potenza di 265 CV (198 kW) e 336 Nm di coppia. La potenza viene gestita attraverso un cambio a variazione continua. Nel 2014 è stata introdotta una versione ibrida, alimentata da un motore a quattro cilindri da 2,5 litri sovralimentato e dotato di un motore elettrico alimentato da batteria agli ioni di litio posizionato sotto i sedile della terza fila. Il motore termico eroga una potenza di 230 CV (170 kW) e 329 Nm, mentre il motore elettrico 15 kW (20 CV) e 39 Nm. La potenza totale del sistema è di 250 CV (186 kW) e 329 Nm. La produzione della QX60 Hybrid è stata interrotta nell'estate 2017.
Nel 2017 il motore V6 da 3,5 litri a subito una serie di miglioramenti, portando la potenza a 295 CV (220 kW) e la coppia a 366 Nm.

## Seconda generazione (L51; 2021-)

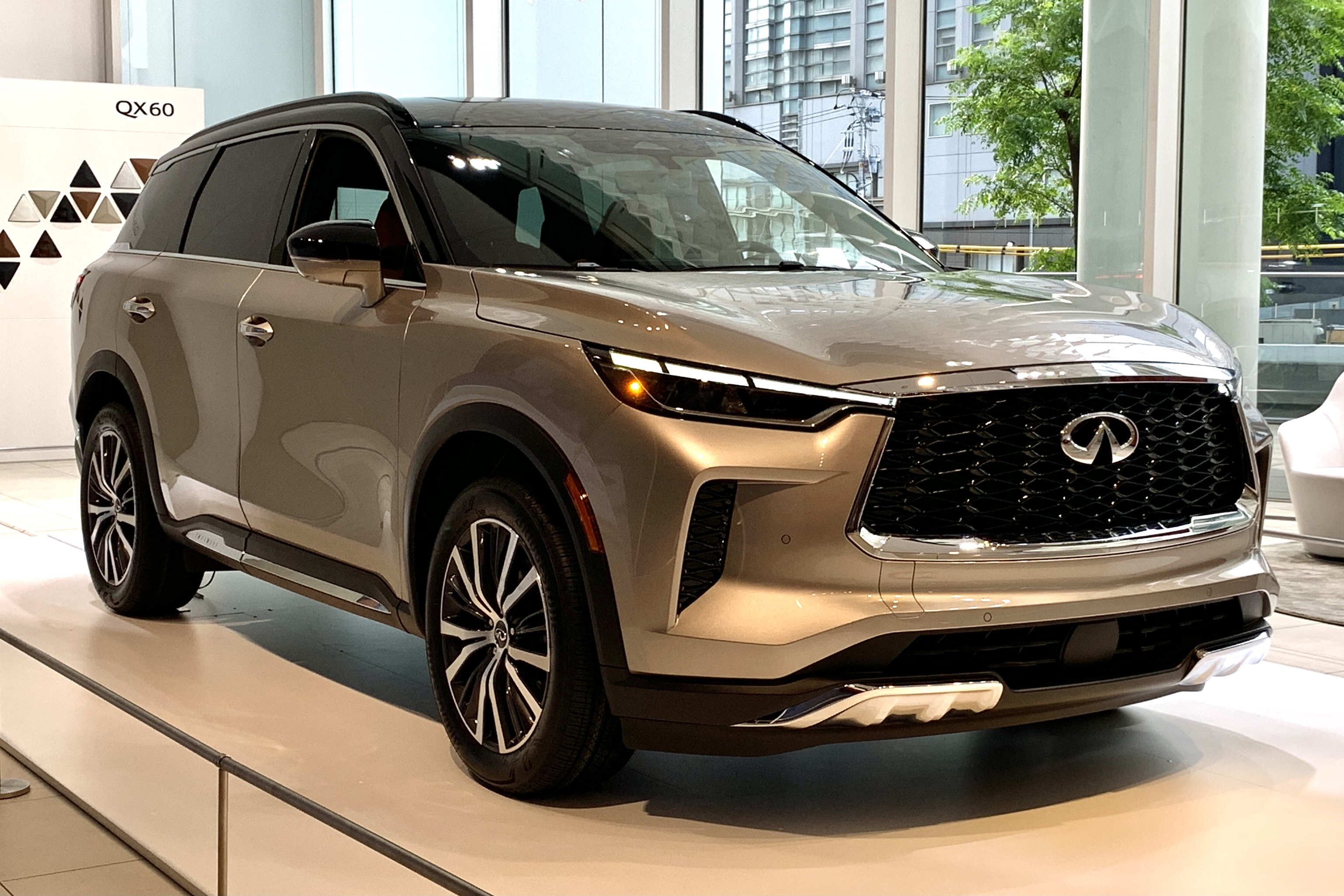
Infiniti QX60 (II generazione)

La QX60 di seconda generazione è stata presentata il 23 giugno 2021. Il veicolo, che era stato anticipato dalla concept car QX60 Monograph, è stato sviluppato insieme alla Nissan Pathfinder R53 che ha debuttato all'inizio di febbraio 2021, utilizzando una versione evoluta dell'architettura impiegata dalla generazione precedente, aggiornata con acciaio ad alta resistenza e altri materiali per ottenere una maggiore rigidità.

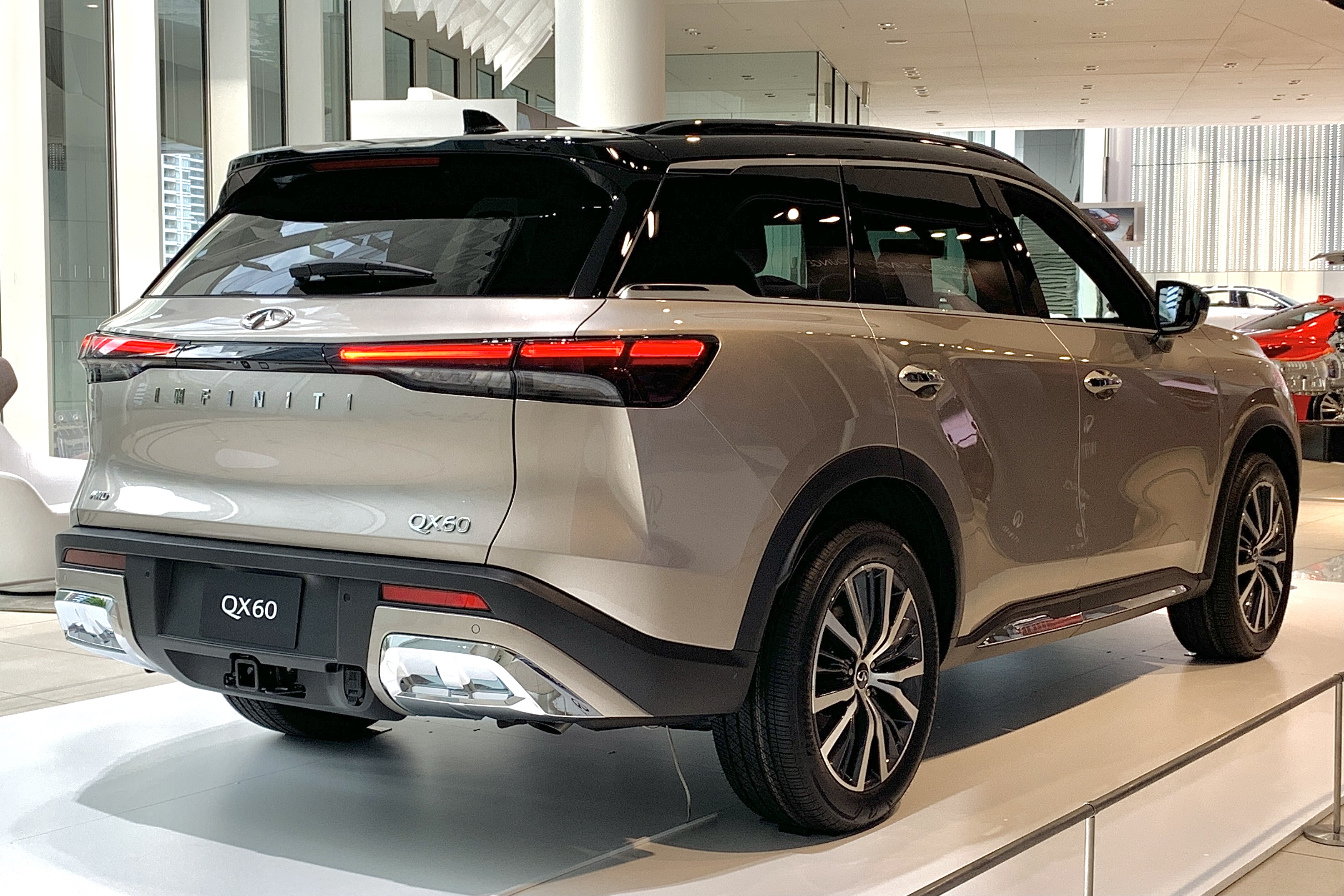
Infiniti QX60 II

### Motorizzazioni
Il veicolo utilizza lo stesso propulsore della generazione precedente, ovvero il motore V6 a benzina VQ35DD da 3,5 litri abbinato a un cambio automatico ZF a 9 velocità, che sostituisce la precedente trasmissione a variazione continua. Leggermente potenziato, il motore eroga 295 CV (220 kW) e 366 Nm.